# Bujar Bukoshi
Bujar Bukoshi (født 13. maj 1947 i Socialistiske Føderale Republik Jugoslavien - 10. juni 2025) var en kosovisk politiker. Han var premierministeren for Republikken Kosovo fra 1991 til 2000. Han fungerede som sundhedsminister i Kosovo.